# Nowaky (przystanek kolejowy)
Nowaky (ukr. Новаки) – przystanek kolejowy w pobliżu miejscowości Nowaky, w rejonie korosteńskim, w obwodzie żytomierskim, na Ukrainie. Położony jest na linii Kijów – Korosteń – Kowel.